# 고암중학교
고암중학교(高岩中學校)는 대한민국 경기도 양주시 덕정동에 있는 공립 중학교이다.

## 학교 연혁
- 2001년 1월 5일 : 고암중학교 설립 인가
- 2001년 3월 1일 : 고암중학교 개교
- 2001년 3월 1일 : 이유덕 초대 교장 취임
- 2004년 3월 2일 : 어학실 정비 및 외국어 전용실 운영
- 2005년 6월 29일 : 교실수업개선 연구학교 운영발표
- 2007년 3월 2일 : 도지정 방과 후 학교 시범학교 지정
- 2008년 3월 3일 : 2007개정 교육과정(국어과) 연구학교 지정
- 2009년 12월 24일 : 다목적강당 어울림관 준공
- 2023년 3월 1일 : 제8대 고미숙 교장 취임
- 2024년 1월 10일 : 제23회 졸업식(남 91명, 여 91명 계 182명)
- 2024년 3월 4일 : 시업식 및 입학식(20학급 531명)

## 참고 자료
- 고암중학교 - 한국교육학술정보원 학교알리미